# Nerses IV Schnorhali
Nerses IV Schornali (Rumqala vers 1100-1173) fou patriarca de l'església armènia de 1166 al 1173. Schornali o Chnorhali vol dir "el graciós".
Va buscar sempre un acord entre les esglésies romana, grega i armènia. Fou un poeta i literat destacat. El maig o juny de 1170 per primer cop, i després el 1172, va rebre a Rumqala, a petició de l'emperador romà d'Orient Manuel I Comnè, al teòleg Teorià (Theorianos) per arribar a un acord d'unió sobre la base del concili de Calcedònia; a aquestes entrevistes hi van assistir el bisbe Iwannis (Elies) de Kaisun i el monjo Teodor Bar Wahbun (representant del patriarca jacobita -siríac monofisita- Miguel el Gran.
El va succeir Gregori IV Tekha.